# 변이
변이(變異, variant)는 같은 종 또는 하나의 번식집단 내에서 개체 간에 혹은 종(種)의 무리들 사이에서 모양과 성질(형질)이 다른 개체가 존재하는 현상이다.
예로 유전변이의 경우 모든 생물 종(種)은 자신과 닮은 모습의 자손을 낳는데, 서로 비슷한 모양을 가지만, 박테리아처럼 완전히 같은 모양으로 생기진 않았으며, 또한 이들이 남기는 자손들 역시 원래 조상의 형태와 어느 정도 다르다. 이런 식으로 개체간에 서로 다른 특성을 변이라고 한다. 또한 이러한 의미에서의 변이는 각 개체가 가지는 어떠한 특성을 나타내는 것 즉 형질(形質) 의미도 갖는다. 원래 형질이라는 용어는 형태적 요소를 가리켰지만 멘델 이후의 유전학에서는 표현형질로서 나타나는 각종 유전적인 성질을 말한다.
변이는 크게 유전자적 요인의 유전변이(유전자형 변이)과 환경요인에 의해 생기며 환경요인에 의한 변이로써 유전되지 않는 환경변이(표현형 변이)로 나뉠 수 있으며, 방사선등의 외부요향으로 유전적 요인이 변화에 따른 변이인 돌연변이라고 한다.
개체 사이에 유전자 차이는 오랫동안 축적된 돌연변이와 생식 세포의 다양한 조합으로 발생한다. 다른 환경에서는 생존의 불리하게 작용하여 자연 선택의 결과가 달라지기도 한다.

## 같이 보기
- 변이체
- 변종
- 해부학적 변이